# День социолога
День социо́лога — неофициальный профессиональный праздник в Российской Федерации для всех тех, кто так или иначе причастен к социологии — науке о закономерностях становления и развития социальных систем, общностей, групп, личностей. Эта дата отмечается российскими социологами ежегодно, 14 ноября.

## История

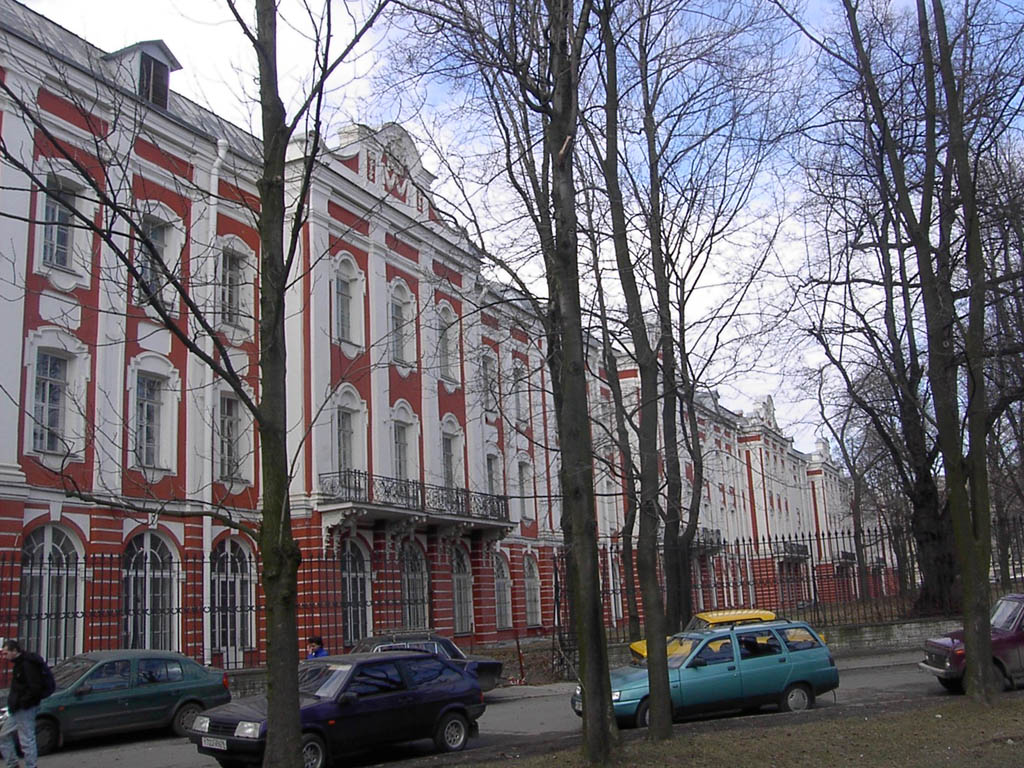
Главное здание СПбГУ

Начиная с 1994 года «День социолога» стали регулярно отмечать в Санкт-Петербургском государственном университете (СПбГУ) на факультете социологии, который является собственно колыбелью российской академической (университетской) социологии. Главным инициатором введения праздника выступил Асалхан Ользонович Бороноев — первый декан факультета Социологии СПбГУ.
Профессорско-преподавательский состав и студенты факультета социологии Санкт-Петербурга выбрали дату 14 ноября для проведения в Российской Федерации «дня социолога» не случайно, она имеет под собой глубокие исторические корни. Проведённый ими анализ исторических летописей начала XX века показал, что именно в этот день, 14 ноября 1901 года, в столице Франции городе Париже на улице Сорбонны, начала свою работу Русская высшая школа общественных наук. Именно при этой школе функционировал один из первых в мире социологических факультетов. Спустя четыре года школа была закрыта, но дело, которое начали Петр Лавров, Максим Ковалевский, Павел Милюков, Николай Кареев, Евгений Де Роберти и другие видные учёные, живо и по сей день ибо там прошли обучение многие российские политики оппозиционного направления и уже на их знаниях создавался фундамент российской социологии.